# في. إيه. يوريكيا
في. إيه. يوريكيا (اسمه الكامل فاسيل أليكساندريسكو يوريكيا؛ اسمه الأصلي فاسيل أليكساندريسكو ويلقب يوريكيا؛ 15 فبراير 1834 – 21 نوفمبر 1901). كان مؤرخًا مولدوفيًا ولاحقًا رومانيًا، ومؤلفًا إبداعيًا لأدب المسرح والخيال التاريخي، وأكاديميًا وسياسيًا. كاتب مؤلفات التاريخ الروماني، وعالم كتب معروف. اهتم بدراسة الدرعيات وعلم الأعراق البشرية والتراث الشعبي. أسس وأدار مدرسة خاصة، وشغل لاحقًا مناصب تدريسية في كل من جامعة ياش وجامعة بوخارست. كان يوريكيا أيضًا أحد الأعضاء المؤسسين للأكاديمية الرومانية، ولكثرة ترحاله إلى إسبانيا وتحدثه الإسبانية بطلاقة، غدا عضوًا في الأكاديمية الملكية الإسبانية. كان والد كاتب الهجاء ألسو يوريكيا.
بكونه واضع نظريات، طور يوريكيا «الرومانسية» أو الفن الإبداعي، الذي قدم أنموذجًا للتآخي الثقافي والسياسي بين الرومانيين من عدة مناطق تاريخية، وشكل جزءًا من حملة القومية اللاتينية. كان ناشطًا مؤيدًا لاتحاد مولدافيا مع والاشيا وممثلًا للجانب الليبرالي، شغل لوقت وجيز منصب وزير مولدافيا للشؤون الدينية، ثم عضوًا بارزًا في الحزب الليبرالي الوطني. لأكثر من ثلاثة عقود، مثل يوريكيا مقاطعة كوفورلوي في كل من مجلس الشيوخ ومجلس النواب ضمن المملكة الرومانية. شغل منصب وزير التعليم في ظل إدارتين وطنيتين متتاليتين، وخلال تسعينيات القرن التاسع عشر، أسس الرابطة الثقافية لوحدة جميع الرومانيين، والتي ركزت على حثّ تطلعات الرومانيين القاطنين في دول النمسا والمجر.
انخرط يوريكيا في جدل دام عقدًا من الزمن مع جونيميا، وهو مجتمع أدبي محافظ دعا إلى إضفاء الطابع المهني. من بين أعضاء مجتمع جونيميا النقاد الأدبي تيتو مايوريسكو والشاعر ميهاي إمينيسكو. مثل بقية المساهمين الآخرين في المجلة الليبرالية «ريفيستا كونتيمبورانيا»، كان يوريكيا هدفًا لتيتو مايوريسكو في حملته ضد «الثمالة بالكلمات»، ومنحازًا في نهاية المطاف إلى المؤلف المناهض لمجتمع جونيميا أليكساندرو ماسيدونسكي، ليصبح مساهمًا في مجلة «ليتراتورول». أثر الخلاف القائم حينها في حياته الخاصة، إذ انتشرت إشاعات بأنه عاش سرًا أسلوب حياة متعدد العلاقات.

## سيرته

### نشأته
ولد يوريكيا في بياترا نيامتس، ابنًا لألكسندرو بوبوفيتشي، فرد من طبقة البويار في مولدافيا وحمل لقبًا فخريًا؛ وأمه يوفروسينا (عائلتها قبل الزواج: مانوليو). كان كلاهما أرملًا أو مطلقًا من زيجات سابقة، كان لفاسيل أشقاء من كل والد. بعد وفاة أبيهم، انتقل هو وثلاثة من أصغر أطفال يوفروسينا، الذي كانوا جميعهم تحت السن القانونية، للعيش مع والدتهما التي تزوجت من جديد من السردار فوتينو. في ربيع عام 1848، شهد في ياش التمرد الذي باء بالفشل الذي أثاره التيار القومي الليبرالي والرومنسي، والذي انضم إليه لاحقًا. ظهر لأول مرة في الصحافة في نهاية أربعينيات القرن التاسع عشر، عند كتابته مقالات تدين المعلمين المولودين في ترانسيلفانيا لترويجهم لنسخة من اللغة الرومانية بالغت في التشديد على علاقتها باللاتينية.
خلال معظم خمسينيات القرن التاسع عشر، عاش الشاب فاسيل ألكساندريسكو في فرنسا، وقضى معظم وقته في باريس، حيث حصل على شهادة البكالوريا (1986)، وتدرب للحصول على إجازة جامعية. تردد يوريكيا على المنفيين من إمارات الدانوب (مالدوفيا ووالاشيا)، وترعرع إلى جانب السياسي الوالاشي سي. إيه. روسيتي. بعد كتابته أعماله الأدبية الأولى، جمع بعضها سنة 1854 تحت عنوان: «فسيفساء من الروايات والتأملات والمسرحيات والشعر». كتب أيضًا روايته الأولى «كوخ ماريوكا» عام 1855. استندت حبكة القصة على رواية كوخ العم توم، للكاتبة الأمريكية المنادية بإلغاء عقوبة الإعدام هارييت بيتشر ستو، وتكيفت الرواية مع وقائع عبودية الغجر في مولدافيا. ساهم في ذلك الوقت ضمن مجلة ستيوا دوناري، وهي مجلة نقابية شارك في تحريرها المفكران المولدافيان ميهيل كوغلنيسيانو وفاسيل ألكساندري، حيث نشر ترجمة باللغة الرومانية لقصيدة «أغنية على أنقاض إيتاليكا» التي تعود لعصر النهضة، كتبها رودريغو كارو، لكن نسبها علماء العصر إلى فرناندو دي ريوخا.
إيمانًا منه بالقومية اللاتينية، أشاع قضية الرومانيين من خلال مقالات نُشرت في الصحافة الناطقة باللغات الرومانية في فرنسا وإسبانيا، وأسس صحيفة «أوبينيونيا»، التي ساهم فيها منفيوين مولدوفيون والاشيون في باريس. خلال عام 1856، عندما أنهت حرب القرم الإدارة الإمبراطورية الروسية في البلدين ونظام القانون الأساسي (البغدان والأفلاق)، رأى المنفيون فرصة للعمل لصالح الاتحاد. خلال مؤتمر معاهدة السلام في ذلك العام (مؤتمر باريس (1856))، عمل يوريكيا سكرتيرًا لمجلس روماني أشاع القضية الوحدوية بين المشاركين، واقترح وجود دولة رومانية تحت حكم أجنبي، لكن أوريكيا أراده من أصل «لاتيني».

### أواخر خمسينيات القرن التاسع عشر وأول تعيين وزاري
في أغسطس 1857، تزوج من النبيلة الإسبانية فرانسيسكا دومينيكا دي بلانو، ابنة الطبيب الشخصي للملكة الوصية إيزابيلا الثانية. أقيم حفل الزفاف في الكنيسة الرومانية الأرثوذكسية في باريس. كان في إسبانيا بين عامي 1857 و1858 ومرة أخرى في عام 1862، حيث درس وبحث في الأرشيف المحلي والتعليم الإسباني. قدمت فرانسيسكا زوجها إلى عدة شخصيات في الحياة الثقافية والسياسية لإسبانيا: الشعراء رامون دي كامبوامور إي كامبوسوريو وغاسبار نونييز دي آرس، والقادة المستقبليون للجمهورية الأولى إميليو كاستيلار إي ريبول وفرانسيسكو بي إي مارغال، وكذلك الكاتب المسرحي مانويل تامايو إي باوس. خلال العقد التالي، سافر يوريكيا أيضًا إلى اليونان وسويسرا وإيطاليا والإمبراطورية الألمانية.
لدى عودته سنة 1858 إلى مولدافيا، عين مفتشًا للمحكمة في مقاطعة ياش ومعلمًا للغة الرومانية على مستوى المدارس الداخلية. بعد عام 1860، شغل كرسي اللغة الرومانية والأدب الكلاسيكي في جامعة ياش المؤسسة حديثًا. ماتت زوجته فرانسيسكا امرأة شابة، على الأرجح قبل عام 1860، وتزوج بعدها يوريكيا من الموسيقارة الألمانية الهاوية لويزا «زيتينا» ويرث. بين عامي 1859 و1860، عندما كان الاتحاد السياسي تحت حكم ألكسندر جون كوزا بمنصب حاكم رومانيا «دومينيتور»، شغل يوريكيا لوقت وجيز منصب وزير الشؤون الدينية في مولدافيا تحت إدارة كوغلنيسيانو. خلال فترة توليه منصبه، قدم منحًا دراسية للطلاب الجامعيين المحليين، وأرسلهم لإكمال تعليمهم في جامعات فرنسا وإسبانيا والبرتغال ومملكة سردينيا. نشر حينها أيضًا مجلدات في النقد الأدبي بعنوان: «صور وصفية من الأدب الروماني» سنة 1859، و«كلمة عن الأدب الفاسد الذي يهدد بتقديم نفسه في المجتمع الروماني» سنة 1863.
انخرط في بناء علاقات مع فرنسا أثناء سعيه وراء اهتمامه بدراسة الأعراق البشرية، وانضم إلى جمعية دراسة الأعراق البشرية في باريس، وتعاون على نحو وثيق مع رئيسها ليون دي روسني. أصبح أيضًا عضوًا نشطًا في معهد دراسة الأعراق البشرية وجمعية النبالة في فرنسا. ابتداءً من عام 1861، نشر في مجلة «أثينول رومان» التي اتخذت من ياش مقرًا لها. لكونها منصة داعمة لليبرالية، لوحظ تفاعلها ضد زميل يوريكيا السابق أليساندري بسبب آراء الأخير المحافظة. كانت أثينول رومان نواة لحركة ثقافية على مستوى البلاد، التي زعم يوريكيا أنه كان لها دور فعال في تأسيس كل من الأكاديمية الرومانية (تأسست عام 1866) والمكتبة الرومانية (تأسست عام 1888). استوحى يوريكيا مبادرته من إعجابه بمؤسسة مكتبة مدريد (أتينيو دي مدريد).